# Konstantin Sjarovarov
Konstantin Grigorjevitj Sjarovarov (ryska: Константин Григорьевич Шароваров, belarusiska: Канстанцін Рыгоравіч Шаравараў), född 15 augusti 1964 i Minsk, Vitryska SSR, Sovjetunionen, är en vitrysk tidigare handbollsspelare (högersexa).
Han var med och tog guld vid OS 1988 i Seoul.

## Klubbar
- SKA Minsk (1982–1992)
- SV Blau-Weiß Spandau (1992–1993)
- Maccabi Rischon LeZion (1993–1995)
- SKA Minsk (1995–1996)
- Maccabi Kirjat Motzkin (1996–1997)
- GF Kroppskultur (1997–1998)
- Anderstorps SK (1998–2001)

## Meriter i urval
- OS-guld 1988 med Sovjetunionens landslag
- VM-silver 1990 med Sovjetunionens landslag
- Sovjetisk mästare: 1984, 1985, 1986, 1988 och 1989
- Europacupmästare: 1987, 1989 och 1990
- Vitrysk mästare 1996